# Kevan George
Kevan Leon George (Roxborough, 30 gennaio 1990) è un ex calciatore trinidadiano, di ruolo centrocampista.

## Statistiche

### Presenze e reti nei club
Statistiche aggiornate al 30 marzo 2016.
| Stagione             | Club                 | Campionato           | Campionato | Campionato | Coppe nazionali | Coppe nazionali | Coppe nazionali | Coppe continentali | Coppe continentali | Coppe continentali | Altre coppe | Altre coppe | Altre coppe | Totale | Totale |
| Stagione             | Club                 | Comp                 | Pres       | Reti       | Comp            | Pres            | Reti            | Comp               | Pres               | Reti               | Comp        | Pres        | Reti        | Pres   | Reti   |
| -------------------- | -------------------- | -------------------- | ---------- | ---------- | --------------- | --------------- | --------------- | ------------------ | ------------------ | ------------------ | ----------- | ----------- | ----------- | ------ | ------ |
| 2012                 | Columbus Crew        | MLS                  | 7          | 0          | USOC            | 1               | 0               | -                  | -                  | -                  | -           | -           | -           | 8      | 0      |
| 2013                 | Columbus Crew        | MLS                  | 11         | 0          | USOC            | 2               | 0               | -                  | -                  | -                  | -           | -           | -           | 13     | 0      |
| 2014-mar. 2014       | Columbus Crew        | MLS                  | 4          | 0          | -               | -               | -               | -                  | -                  | -                  | -           | -           | -           | 4      | 0      |
| mar. 2014-mag. 2014  | Dutch Lions FC       | USL Pro              | 6          | 0          | -               | -               | -               | -                  | -                  | -                  | -           | -           | -           | 6      | 0      |
| 2015                 | Columbus Crew        | MLS                  | 6+2        | 0          | USOC            | 2               | 0               | -                  | -                  | -                  | -           | -           | -           | 8+2    | 0      |
| Totale Columbus Crew | Totale Columbus Crew | Totale Columbus Crew | 28+2       | 0          |                 | 5               | 0               |                    |                    |                    |             |             |             | 33+2   | 0      |
| Totale               | Totale               | Totale               | 34+2       | 0          |                 | 5               | 0               |                    |                    |                    |             |             |             | 39+2   | 0      |